# Conchocelis rosea
Conchocelis rosea Batters, 1892 a été considéré comme une espèce d'algue rouge de la famille des Bangiaceae.  Kathleen Drew-Baker a découvert en 1949 qu'il s'agissait en fait de la génération sporophyte du cycle de vie des algues des genres Porphyra, Scinaia et Bangia (infos issues du site AlgaeBase (6 mai 2010) et de cet article). 
C'est donc un nom scientifique non valide. 